# Jindřich Kumpošt
Jindřich Kumpošt (* 12. Juli 1891 in Brünn; † 14. Juli 1968 ebenda) war ein tschechischer Architekt.

## Leben
Jindřich Kumpošt studierte von 1906 bis 1910 an der Bauabteilung der Staatsgewerbeschule in Brünn bei Professor Emil Králík, derweil arbeitete er auch in dessen privatem Architekturbüro in Brünn mit. Danach studierte er von 1914 bis 1919 Architektur an der Akademie der bildenden Künste in Wien (Professor Leopold Bauer). Von 1920 bis 1925 war er Chefarchitekt der Stadt Brünn; zwischen 1945 und 1949 Lehrbeauftragter für Städtebau und Regionalplanung an der Technischen Hochschule zu Brünn (VUT – Vysoké učení technické).

## Mitgliedschaften
- 1919–1939: Mitglied der Sdružení architektu (Vereinigung der Architekten)
- 1929: Mitglied der INDEX-Gruppe
- 1935: Mitglied der tschechoslowakischen CIAM-Gruppe
- 1938: Delegierter der tschechoslowakischen CIAM-Gruppe

## Ausgewählte Bauwerke in Brünn

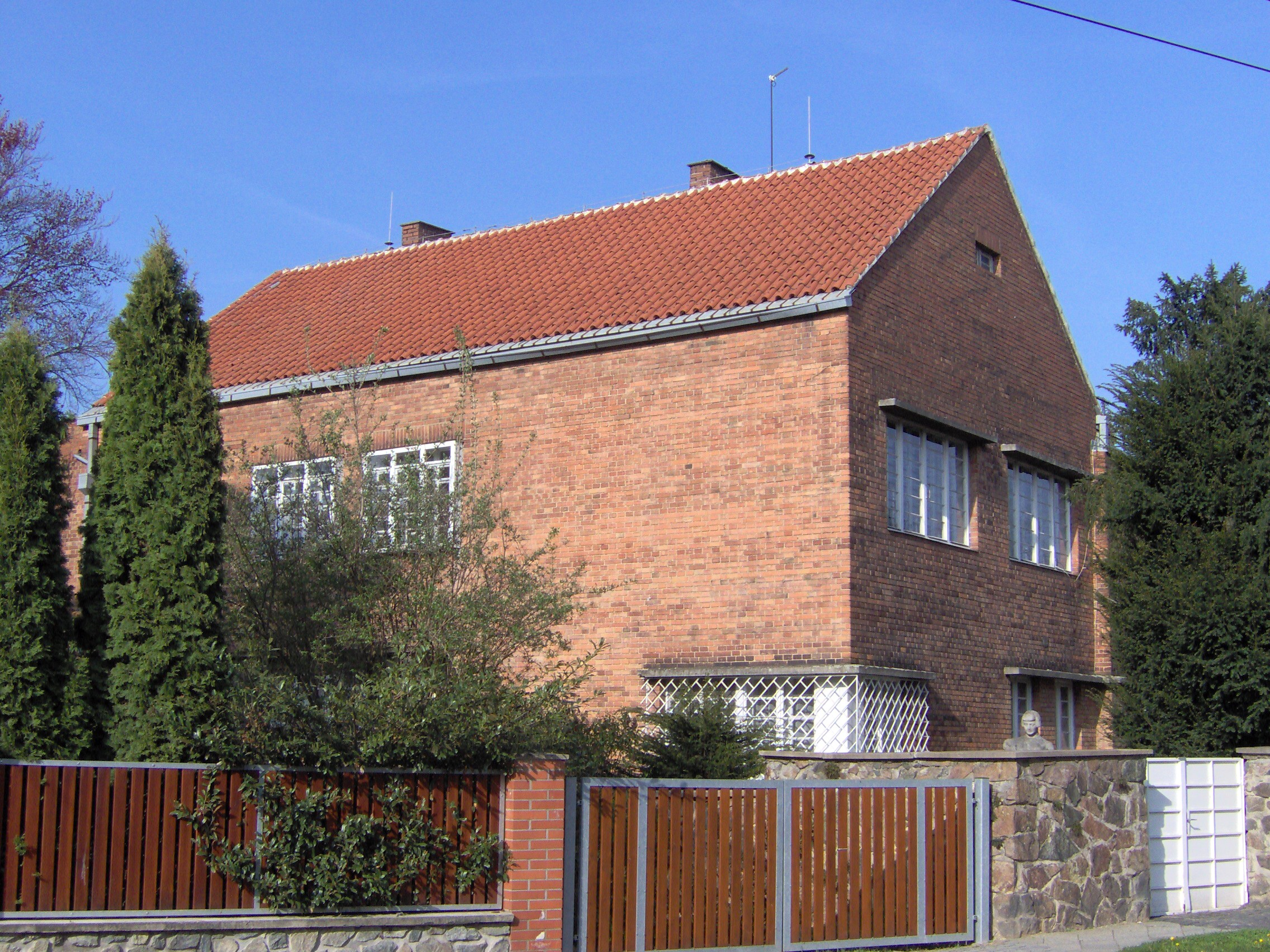
Haus Kumpošt in Brünn, Masarykova čtvrť

- 1920–1922: Mietswohnhäuser, Nerudova (Straße) 8–10
- 1922–1923: Bezirkskrankenkasse, Zahradníkova 2–4 (1927 erweitert um ein Ambulatorium)
- 1922–1923: Wohnhaus in der Celní
- 1923: städtische Herberge, Bratislavská 70
- um 1923 Einfamilienhäuser, Lerchova 2–8
- 1923–1924: eigenes Haus, Masarykova čtvrť, Barvičova 15
- um 1923–1924: Haus Trýb, Heinrichova 17–19
- 1924: städtisches Wohnhaus mit Sparkasse, Královo Pole (Königsfeld), Palackého 59
- 1925: städtisches Wohnhaus mit Postamt und Café, Královo Pole, Palackého 61
- um 1926: städtische Wohnhäuser, Jirásek-Viertel, Sedlákova 16–32
- 1926: Regulation des Jirásek-Viertels, heute Masarykova čtvrť, Wohnhäuser am Vaňkovo naměstí (Vaněk-Platz)
- 1926: Haus Haselmann, Jirásek-Viertel, Barvičova 4
- um 1929: städtische Wohnhäuser, Zahradníkova 12–20 und Tučkova 13–21
- 1930: Wohnhäuser der Genossenschaften Stavog und Blahobyt: Tábor 28, 34, Pod Kaštany 26–30, Kounicova 93–97[1]
- um 1930: Einfamilienhaus, Schodová 9
- 1931: Zweifamilienhaus, Preslova 4–4a
- 1932–1936: Regulation des Villenviertels Pod vodojemem (Unter dem Wasserturm) im Masaryk-Viertel (Masarykova čtvrť), Einfamilienhäuser in der Rezkova 28–40[2]
- 1935–1937: Kaserne der Luftwaffe in Brünn Černovice[3] (Die Kaserne wurde 2011 abgerissen, durch eine Wohnüberbauung ersetzt).